# Tratado de Turcamanchai

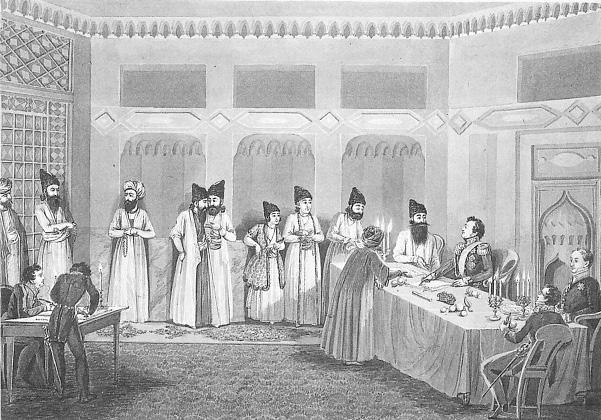
Ceremónia da assinatura

O Tratado de Turcamanchai (em russo:  Туркманчайский договор, em persa: عهدنامه ترکمنچای) foi um tratado entre a Pérsia (actualmente o Irão) e o Império Russo, o qual acabou a guerra russo-persa de 1826–28. Foi assinado a 10 de fevereiro de 1828 em Turcamanchai, no Irão. Pelo tratado, a Pérsia cedeu à Rússia o controlo de várias áreas na Transcaucásia: o Canato de Erevã, o Canato do Naquichevão e o que ainda restava do Canato taliche. A fronteira entre a Rússia e a Pérsia foi estabelecida no rio Araxes. Estes territórios compreendem actualmente a Arménia, as partes meridionais da República do Azerbaijão e a província de Eder (agora parte da Turquia).
O tratado foi assinado pela Pérsia pelo príncipe Abas Mirza e Alaiar Cã Assafe Adaulá, chanceler de Fate Ali Xá Cajar, e pela Rússia pelo general Ivan Paskiévich. Tal como o Tratado do Gulistão de 1813, foi imposto pela Rússia, depois duma vitória militar sobre a Pérsia. Paskiévich ameaçou com ocupar Teerão em cinco dias a menos que o tratado fosse assinado.
Graças a este tratado e o de 1813, a Rússia conquistara todos os territórios do Cáucaso do Irão, perfazendo hoje o Daguestão, o leste da Geórgia, o Azerbaijão e a Arménia, os quais tinham feito parte deste conceito por séculos. Os territórios a Norte do Araxes foram persas até serem ocupados pelos russos no século XIX.
Como consequência directa destes dous tratados, os antigo territórios persas tornariam-se russos os próximos cento e oitenta anos, à exepção do Daguestão, o qual continuaria a ser possessão russa até hoje. Desta área, três estados independentes surgiriam depois da dissolução da União Soviética em 1991; a Geórgia, o Azerbaijão e a Arménia. Por último, resultado da imposição dos dous tratados, dividiu os azeris e os taliches entre duas nações, o Azerbaijão e o Irão.